# Pastinaca minima
Pastinaca minima är en flockblommig växtart som beskrevs av Calest. Pastinaca minima ingår i släktet palsternackor, och familjen flockblommiga växter. Inga underarter finns listade i Catalogue of Life.